# Vorbeck
Vorbeck är en kommun och ort i Landkreis Rostock i förbundslandet Mecklenburg-Vorpommern i Tyskland.
I kommunen finns orten Kambs.
Kommunen ingår i kommunalförbundet Amt Schwaan tillsammans med kommunerna Benitz, Bröbberow, Kassow, Rukieten, Schwaan och Wiendorf.